# Anne Tismer
Anne Tismer (* 9. August 1963 in Versailles) ist eine deutsche Performancekünstlerin und Schauspielerin. Tismer ist Mitbegründerin des Kunst- und Theaterhauses Ballhaus Ost.

## Leben und Werk

### Kindheit und Ausbildung

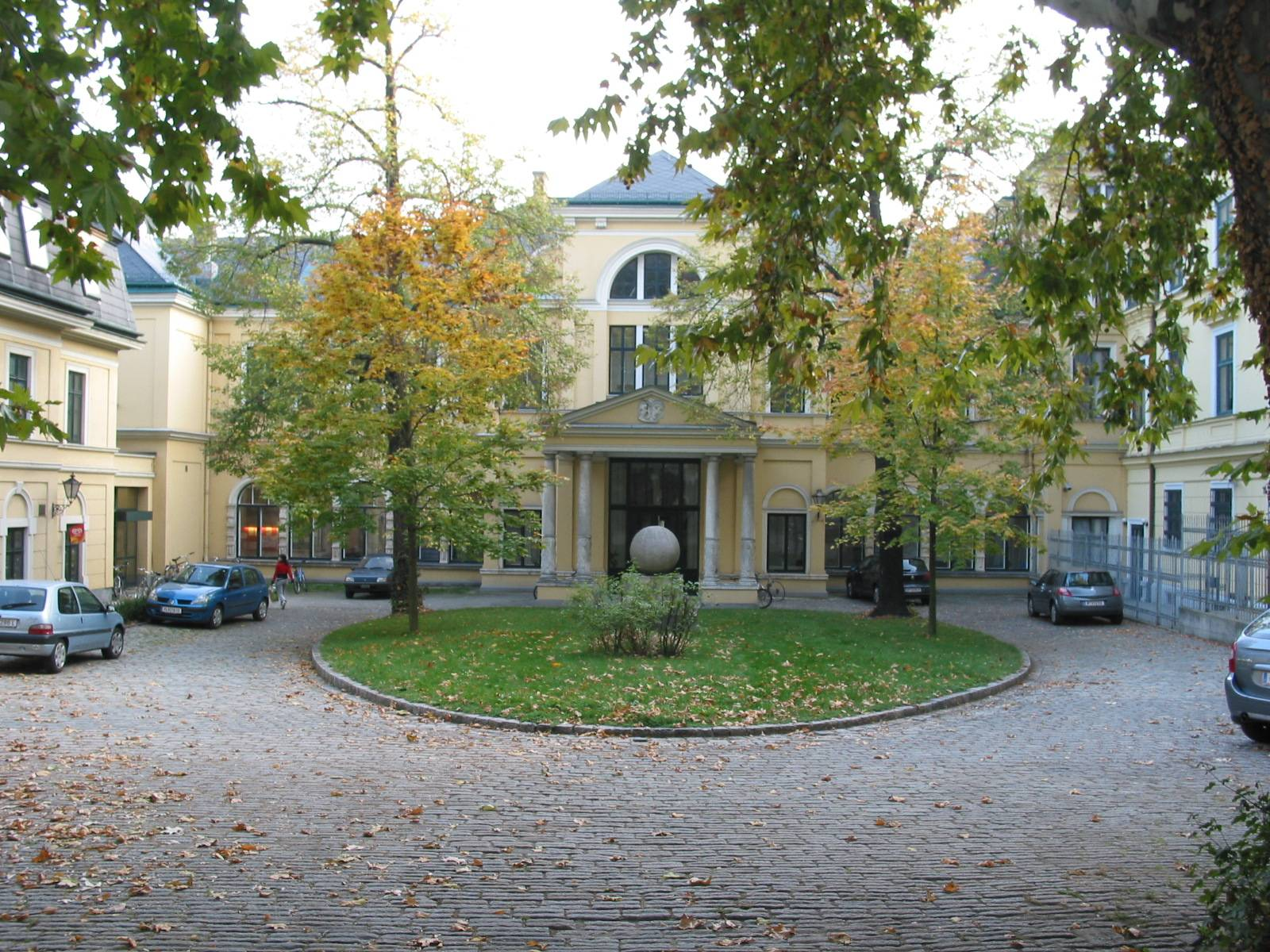
Mit Nina Petri bereitete sich Tismer für die Aufnahmeprüfung am Max Reinhardt Seminar vor

Anne Tismer wurde 1963 in Versailles geboren. Familie Tismer zog aus beruflichen Gründen häufiger um. So verbrachte Anne Tismer die ersten Jahre ihrer Kindheit in Frankreich, Holland, Spanien und den USA. Als junges Mädchen kam sie mit ihren fünf Geschwistern nach Hamburg, wo sie das Gymnasium besuchte. Beim Schülertheater im Hamburger Museum für Kunst und Gewerbe entdeckte sie für sich die Schauspielerei. „Das ist die Welt, in der ich sein wollte“, sagte sie. Nach dem Abitur 1982 begann Tismer jedoch an der Hamburger Universität Jura und Sinologie zu studieren, um vielleicht Diplomatin zu werden und um damit den Erwartungen der Familie zu entsprechen. Doch die Zweifel, ob das der richtige Beruf wäre, wurden stärker. Heimlich reiste sie mit ihrer Freundin Nina Petri, die sie vom Schülertheater kannte, auf Vorsprechtour zu diversen Schauspielschulen. Bei ihrem ersten Versuch am Wiener Max-Reinhardt-Seminar wurde sie aufgenommen und begann dort ihre Schauspielausbildung im Jahre 1983; das Studium in Hamburg brach sie nach zwei Semestern ab. Ein Jahr vor dem Ende der vierjährigen Ausbildung verließ Tismer im Jahre 1986 die Schauspielschule ohne Abschluss.

### Erste Bühnenerfahrungen
In der Spielzeit 1986/87 begann Tismer mit dem Stück Kindsmord von Peter Turrini in dem Theater Drachengasse in Wien unter der Regie von Erni Mangold ihre Bühnenlaufbahn.
Tismers erstes Engagement im Jahre 1987, am Theater Bonn unter Peter Eschberg, verlief anders, als von ihr erwartet: „Da bin ich Amok gelaufen, nichts war so, wie ich es mir vorher gedacht hatte“, sagte sie. Wegen „Arbeitsverweigerung“ (Tismer soll beharrlich einen Nacktauftritt abgelehnt haben) und möglicherweise „unflätigen Benehmens“ wurde ihr fristlos gekündigt. Tismer beschreibt es im Rückblick so: „Wenn das jetzt mein Leben sein soll, mit Peter Eschberg zu arbeiten, dann will ich lieber gar nicht ans Theater.“ Nach der Enttäuschung in Bonn gab es für sie aber auch das Stück Ribble Bubble Pimlico von Kurt Schwitters, bei der ein damals noch unbekannter Bühnenmusiker, Christoph Marthaler, die Regie übernahm, weil der vorgesehene Regisseur erkrankte. Die beiden harmonierten; die gemeinsame Arbeit an der Rolle konnte abends in einer Kneipe in entspannter Atmosphäre beginnen und sich am nächsten Tag bei der Probe im Theater fortsetzen.
1988 spielte Tismer zusammen mit Sophie Rois, die am Max-Reinhardt-Seminar im Jahrgang über ihr gewesen war, und Studenten des Mozarteums in der Kunstaktion Gegenwart der Erinnerung nach dem Roman von Gert Jonke unter der Regie Robert Hunger-Bühlers an verschiedenen Stätten im Rheinland. Tismer und Hunger-Bühler heirateten und bekamen 1988 die Tochter Okka Hungerbühler, (deren Namen sich ohne Bindestrich schreibt); sie trennten sich bereits 1993, ohne sich jedoch scheiden zu lassen. Ein Jahrzehnt später beschrieb Hunger-Bühler ihre Beziehung mit den Worten, „wie zwei brennende Büsche“ seien Tismer und er gewesen, als sie noch zusammen waren. „Es soll Schauspieler geben, die nach der Arbeit einfach abschalten können. Wir konnten es nicht.“ Tismer sagte über Hunger-Bühler – ebenfalls ein Jahrzehnt nach der Trennung: „Immer noch für mich der Einzige, überall, in allen Stücken, die ich sehe, da können die Anderen spielen, was sie wollen. Ich schau, ich werde wach und bin sinnlich berührt durch ihn. Das ist ihm geschenkt worden, das ist er einfach.“

### Zeit mit Jürgen Kruse

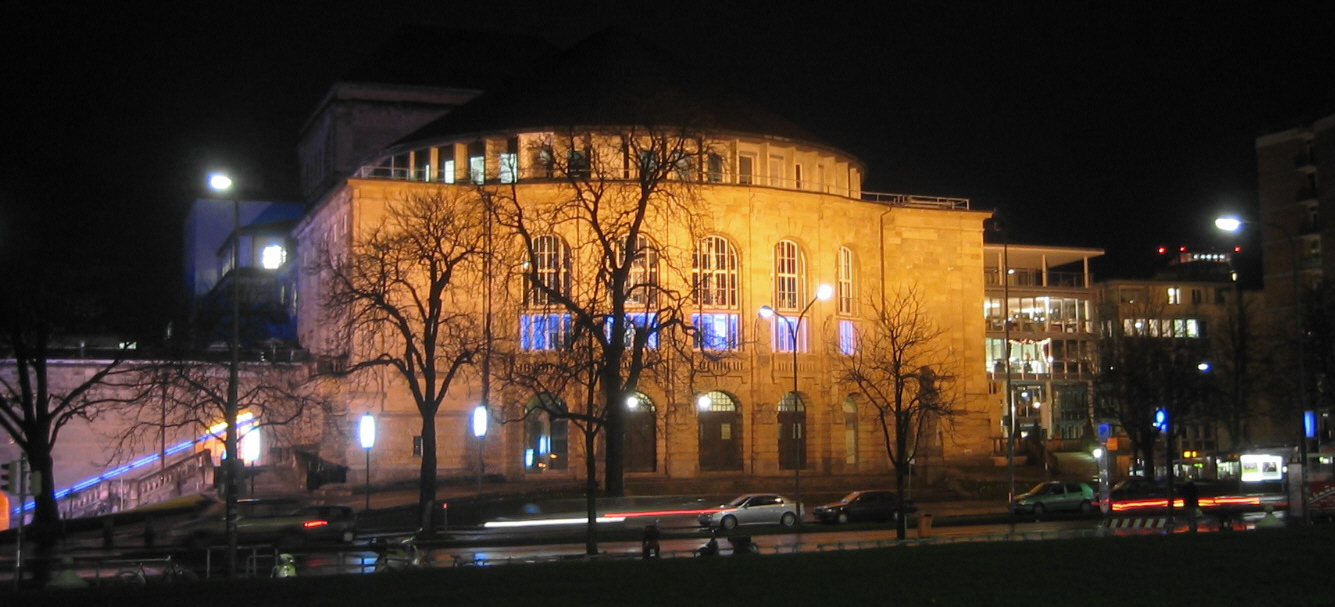
Am Stadttheater Freiburg setzte Regisseur Jürgen Kruse Tismer auch als Sängerin einer Country-Rockband ein

Nach dem Ausstieg beim Bonner Theater musste Tismer nicht lange auf ihre nächste Chance warten. Der neue Intendant vom Stadttheater Freiburg, Friedrich Schirmer, hatte den „Jungen Wilden“ Jürgen Kruse als Oberspielleiter verpflichtet. Und Kruse vertraute in seiner Eröffnungsinszenierung der unbekannten Schauspielerin Tismer die Hauptrolle an. Tismer sagte zu Kruses Theater: „Das Intensive war so anziehend. Man möchte dabei sein, wenn jemand etwas wirklich will.“ Bereits diese erste gemeinsame Zusammenarbeit 1989 in Freiburg sorgte für Aufsehen.
Kruse kommentierte den Erfolg in der ihm eigenen Diktion: „Die Judith war ein Brecher, das Ding.“ Der Theaterkritiker Gerhard Jörder beschrieb Tismers Spiel in Friedrich Hebbels Judith so: „Mit vielen unterschiedlichen, nur aufs erste befremdlich anmutenden Stilmitteln setzt die junge Darstellerin die schwierige Rolle der vergewaltigten Verführerin zusammen: ein stets ins Künstliche gewendetes, hochartikuliertes Sprechen bis hin zu mechanisch ruckartiger, ja abgehackter Rede, ein hysterisch-schrilles, klirrendes Wispern beim Zwiegespräch mit Gott, dann große, ausfahrende Racheengel-Posen; schließlich, nach dem Mord, ein Zustand von leiser, fast manierierter Trance – eine Schlafwandlerin, die den abgehauenen Kopf des Geliebten wie ein Spielzeug mit sich herumträgt.“
Für Jürgen Kruse, der immer recht laut Rolling Stones hörte musste, um überhaupt arbeiten zu können, gehörte zu dieser Zusammenarbeit, dass seine Schauspielerin auch als Sängerin ausdauernd auf der Bühne stehen konnte. Neben zahlreichen normalen Konzerten setzte Kruse die Country-Rockband „The Raiders of the Rainbows feat. Anne Tismer“ auch häufig bei seinen Inszenierungen ein. Seine Proben dauerten von 16 Uhr bis Mitternacht, und die Zeit danach konnte mit zur Arbeitszeit gehören. „Das war sehr schwierig mit den Probenzeiten“, sagte Tismer, „man musste auch vor den Proben für den Jürgen da sein, für Gespräche, und auch nach den Proben gab es längere Gespräche.“ Der weitere Erfolg blieb aber nicht aus. Die wundersame Schustersfrau von Lorca in der Inszenierung von Kruse mit Tismer in der Titelrolle bekam 1992 den Preis der Heinrich Enrique Beck-Stiftung. In diesem Stück stand sie wie 1990 im Prinzen von Homburg zusammen mit ihrem Mann Robert Hunger-Bühler auf der Bühne. Für die Titelrolle in Richard II. von Shakespeare in der Inszenierung von Kruse wurde Tismer dann selbst 1994 von der Zeitschrift Prinz ausgezeichnet. Sie bezeichnete diese Rolle am Staatstheater Stuttgart einmal als ihre aussagekräftigste. Die Kritikerin Ulrike Kahle schrieb zu dieser Rolle: „Sie war Richard. Saß auf ihrem Thron, bastelte Kronen. Hineingeworfen in die Königsexistenz. Ein überfordertes Kind, das König spielen muss. Einsam, gefangen, ausgesetzt. Verließ nie diesen Thron vorn an der Rampe, kein Leben neben Amt, Sitz, Bürde. Anne Tismer spielte den kindlichen König in unaufhörlich wechselnden Stimm- und Sprechhaltungen. Sprechen wie etwas Fremdes, Aufgezwungenes: schrill, verschreckt, nölig, zart, burschikos, auftrumpfend. Kind-Mann-Megäre, virtuos, wahr, vielstimmig.“
Aus der jungen, unbekannten Schauspielerin war die Muse eines Regisseurs geworden, die ihm überallhin folgte. Von 1989 bis 1994 arbeitete sie fast ausschließlich mit Kruse am Stadttheater Freiburg, am Schauspiel Frankfurt und am Staatstheater Stuttgart zusammen. 1995 berief Leander Haußmann Kruse in das Leitungsteam des Schauspielhauses Bochum. Für die allein erziehende Mutter Tismer gab es einen Einschnitt mit dem Wechsel nach Bochum. Sie sagte: „Auf der einen Seite ist das sehr intensiv mit dem Jürgen, auf der anderen Seite auch sehr krank. Eigentlich kann man kein Kind erziehen, wenn man sein Leben nicht ein bisschen auf das Kind abstimmt. Als sie in die Schule kam, musste ich das einschränken.“ Zudem begann Tismer in Bochum die Spielfreude in einem Regiekonzept zu verlieren, bei dem auf der Probenbühne ein Stück, an dem ein Autor Jahre gearbeitet hatte, binnen weniger Minuten umgemodelt wurde. Ungeachtet davon blieb ihr der Erfolg treu. Für die Titelrolle in der Medea von Euripides in der Inszenierung von Kruse erhielt sie 1996 den Darstellerpreis der NRW-Theatertage. Nach sieben Jahren trennten sich die Wege von Tismer und Kruse.

### Aufstieg zum Theaterstar
Tismer wurde freiberufliche Schauspielerin. Sie konzentrierte sich auf die Zusammenarbeit mit Regisseuren, „die sie sucht, weil sie sie suchen für eine ganz bestimmte Produktion“, und die die Texte und das Material nicht „zerrupften“, sondern sorgfältig erarbeiteten. Sie fand Peter Stein, Dieter Giesing und Luc Bondy. Dieter Giesings Inszenierung von Die Schwärmer von Robert Musil mit Anne Tismer als Regine im Jahr 1997 wurde mit dem Bayerischen Theaterpreis ausgezeichnet. Die Kritikerin Christine Richard schrieb zu Tismers Spiel in diesem Stück: „Bei dem Regisseur Jürgen Kruse, diesem Exorzisten, der dem Theater seinen Naturalismus austreibt, bekam Tismer oft etwas Hochkünstliches, mißriet Affekt zur Affektiertheit, zur schrillen Nummer. Wer sie jedoch als Regisseur sanft anfaßt, kann Theaterwandlungswunder bewirken. Dann hat Anne Tismer eine vollkommene Bühnenpräsenz mitten aus dem Text heraus und steht zugleich wie neben sich selbst, wirkt traumverloren, somnambul – wie in Giesings Zürcher Inszenierung von Musils ‘Schwärmern’.“ Während der Wiener Festwochen 1998 spielte Tismer die Susanne in Figaro läßt sich scheiden von Ödön von Horváth in der Regie von Luc Bondy. Bei der Abstimmung zur Schauspielerin des Jahres konnte sie mit diesen beiden Rollen von 42 Kritikerstimmen 4 auf sich vereinigen, was ihr zusammen mit Caroline Ebner (ebenfalls vier Stimmen für zwei Rollen) den zweiten Platz einbrachte; es gewann Natali Seelig mit sechs Stimmen für zwei Rollen.
Im Mai 1999 wurde Tismer gleich mit zwei Stücken zum ersten Mal zum Berliner Theatertreffen eingeladen. Neben Figaro läßt sich scheiden schaffte es auch Der Kuß des Vergessens von Botho Strauß in der Regie von Matthias Hartmann in die Auswahl der zehn besten Inszenierungen des Jahres. Bei der Wahl zur Schauspielerin des Jahres 1999 erhielt Tismer 7 Stimmen von 39 Kritikern für ihre Rolle der Ricarda in Der Kuß des Vergessens, womit sie hinter Angela Winkler, die 8 Stimmen erhielt, Zweite wurde.
Benjamin Henrichs schrieb über ihre Ricarda: „Auch wer schon lange ins Theater geht, muß hinterher sagen: Einen solchen Auftritt, eine solche Schauspielerin hat er noch nicht gesehen! (…) Nun weiß jeder Mensch, daß jeder Mensch aus vielen verschiedenen Menschen besteht. Anne Tismers Ricarda verbindet und vermischt diese verschiedenen Menschenwesen nicht zu einem einzigen, kunstvoll-komplizierten Geschöpf. Sie zerbricht die Figur (noch radikaler als der Autor Strauß) in ihre Einzelteile. Das ist ein Schauspieler-Kunststück und ein Gewaltakt, ist aber auch Realismus.“

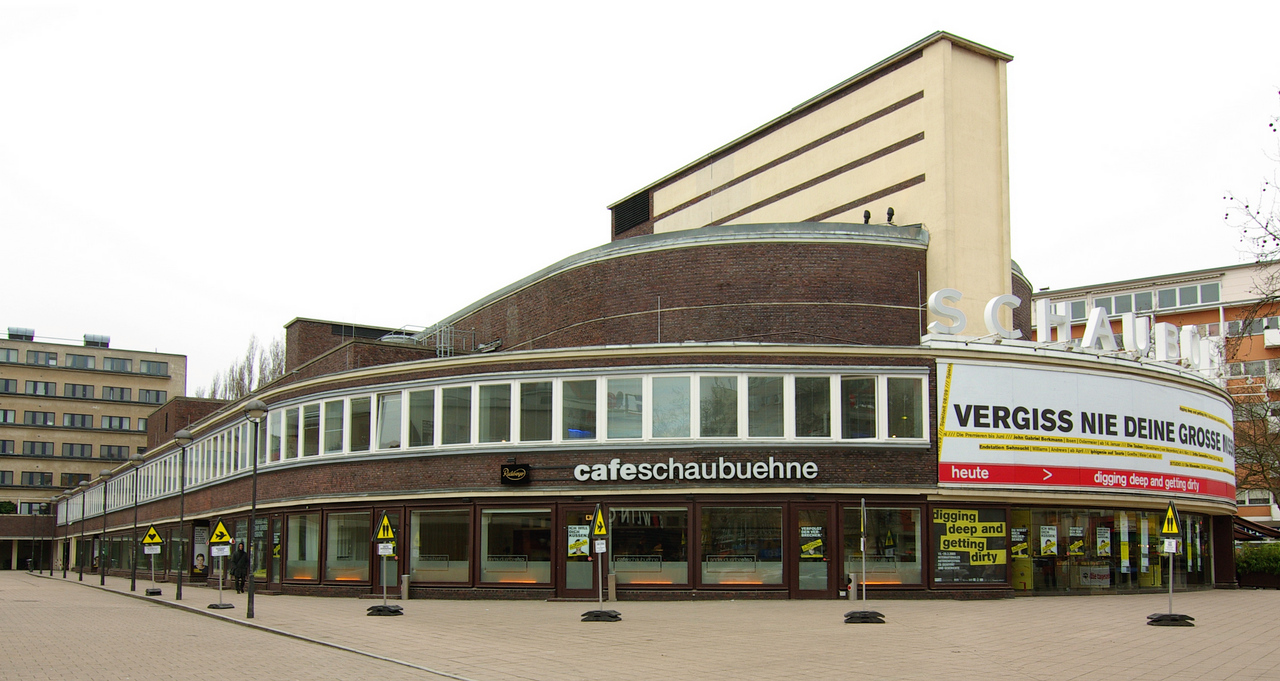
Schaubühne am Lehniner Platz

Während des Berliner Theatertreffens 1999 meinte Tismer noch, dass sie sich nicht mehr an ein festes Ensemble binden wolle, sie sei eine Einzelgängerin und würde lieber Distanz bevorzugen. Sie zog zu der Zeit mit ihrer heranwachsenden Tochter nach Berlin, wo sie in Kreuzberg im selben Haus wie ihre jüngere Schwester eine Wohnung fand. Ungeachtet ihrer stark angewachsenen Bekanntheit, die es ihr erleichterte, Rollen zu bekommen, bereitete ihr die Unsicherheit, wann das nächste Engagement käme, Sorgen. Als Mitglied eines Ensembles hatte sie nicht nur ein künstlerisches Zuhause gehabt, sondern war finanziell auch abgesichert gewesen. In Berlin sah sie sich in der Theaterszene um und besuchte bald nur noch die Aufführungen der Schaubühne am Lehniner Platz. Vor allem die Arbeiten von Thomas Ostermeier hatten es ihr angetan. Sie sagte: „Ich bin nur noch in dieses Theater hier gegangen. Das war der einzige Ort, an dem ich mich wohlgefült habe. Ich dachte, ich muss hier sein, ich muss hier immer hergehen, hier, hier, hier finde ich die Umgebung, in der ich nicht leer bin.“ Doch sie traute sich nicht, sich zu bewerben.
Bei der Berlinale 2001 hatte der Spielfilm Mein langsames Leben von Angela Schanelec Premiere, in dem Tismer die Marie spielt. Nach dem Studenten-Kurzfilm Schneewittchen von Andreas Geiger aus dem Jahr 1996, in dem Tismers Tochter Okka Hungerbühler mitspielte, war das erst ihr zweiter Auftritt vor der Kamera, da sie nicht fürs Fernsehen arbeitet.

### Im Kollektiv der Schaubühne
Thomas Ostermeier bekam mit, dass Tismer häufig in seinem Theater zu Gast war. Da er sie nicht persönlich kannte, kam es erst einmal nicht zu einem Kontakt. Als Anne Tismer bei einer Lesung an der Schaubühne einsprang, reichte ihm allein der Eindruck von der Probe, um umgehend nach Bochum zu fahren, wo Tismer zu der Zeit als Ricarda im Kuß des Vergessens auf der Bühne stand. Ostermeier machte Anne Tismer, dem Theaterstar, ein Angebot zu den Bedingungen der Schaubühne: Sie bekäme das gleiche niedrige Gehalt wie alle anderen und sei wie alle Schauspieler verpflichtet, das zu spielen, was ihr zugewiesen werde.
Für den Herbst 2002 entschied sich Ostermeier, Henrik Ibsens Stück Nora oder Ein Puppenheim zu inszenieren, und wählte für die Hauptrolle Tismer aus. Zuerst wollte sie die Rolle nicht spielen, da sie dafür bestimmte Aspekte ihrer Persönlichkeit würde vergrößern müssen, die ihr unangenehm waren.
Von 2001 bis 2005 erarbeitete sie an der Berliner Schaubühne am Lehniner Platz und am Theater am Turm mit Tom Kühnel die Titelrolle in Die heilige Johanna der Schlachthöfe von Bertolt Brecht und mit Thomas Ostermeier die Titelrolle in Nora oder Ein Puppenheim von Henrik Ibsen und die Titelrolle der Lulu von Frank Wedekind. Für die Rolle der Nora wurde sie 2003 zur Schauspielerin des Jahres gewählt und bekam den Preis des deutschen Kritikerverbandes.

### Künstlerische Neuausrichtung
2003 begann Tismer regelmäßig zusammen mit Bianca Schönig, einer befreundeten Künstlerin und Galeristin, Kunstvideos zu drehen. Seit 2005 tritt sie in Arbeiten von John Bock auf und entwickelt eigene Kunstaktionen.
Mit der Performerin Rahel Savoldelli gründete sie 2005 das Kollektiv Gutestun, eine Gruppe die ihre eigenen Stücke auf der Basis aktueller Ereignisse in Kollektivarbeit entwickelt und inzwischen aus mehreren Mitgliedern besteht. Diese Kunstaktionen von Anne Tismer hatten bereits Gastspiele in Europa, Amerika und Asien.
Das Kollektiv Gutestun und Anne Tismer als Aktionskünstler sind seit 2006 am Theater und Kunstprojekt Ballhaus Ost beteiligt. 2010 zeigte Tismer einen Probenausschnitt aus ihrer Arbeit Hitlerine in der Harald Schmidt Show.
Im Jahre 2021 wurde Anne Tismer zum ersten Mal mit einer Produktion vom Ballhaus Ost zum Theatertreffen nach Berlin eingeladen. Zusammen mit der Regisseurin Maria Schleef brachte sie die gemeinsam geschriebene, sechsstündige Solo-Performance „NAME HER. Eine Suche nach den Frauen+“ auf die Bühne. Anne Tismer, so der Deutschlandfunk, „streift singend, tanzend, sprechend 150 Biografien unbekannter, vergessener oder übersehener Frauen“.

### Kritischer Rückblick auf das Theater
In einem Interview mit Ijoma Mangold für das Zeit Magazin warf Tismer im Juni 2010 einen kritischen Rückblick auf ihre Theaterzeit.

„Da gibt es alles – Missbrauch, Perversion, sexuelle Ausbeutung, Abtreibung, Unterdrückung – auch so ne prickelnd gefährliche Erotik so wie bei der Scientology-Zentrale. […] Das Schwierigste war noch das Auswendiglernen – aber man muss ja nicht mal den Text selbst schreiben – den gibt’s ja schon. Dann kriegt man die Kleidung und aufgebaut ist auch schon immer alles auf der Bühne. Und dann sitzt immer einer unten zum Aufpassen, dass alles klappt. Ich verachte das jetzt. Man muss sich auch immer das Gehirn ausleeren, weil sonst fluttern da Gedanken rum – das ist nicht so angesagt – bringt alles durcheinander – und Mädchen müssen das mehr als Jungs.“

## Theaterarbeiten (Auswahl)
- 1986: Die Mörderin in Kindsmord von Peter Turrini (Regie: Ernie Mangold), Theater Drachengasse Wien
- 1987: Britta in Bolero von Harald Mueller (Regie: Horst Zankl), Theater Bonn
- 1988: Ribble Bubble Pimlico von Kurt Schwitters (Regie: Christoph Marthaler), Schauspielhaus Zürich
- 1989: Titelrolle in Judith von Friedrich Hebbel (Regie: Jürgen Kruse), Stadttheater Freiburg
- 1990: Natalie in Prinz Friedrich von Homburg von Heinrich von Kleist, (Regie: Jürgen Kruse), Stadttheater Freiburg
- 1991: Titelrolle in Die wundersame Schustersfrau von Federico García Lorca (Regie: Jürgen Kruse), Stadttheater Freiburg
- 1991: Narr in Timon aus Athen von William Shakespeare (Regie: Jürgen Kruse), Stadttheater Freiburg
- 1991: Fetzer in Class Enemy von Nigel Williams (Regie: Jürgen Kruse, Okka Tismer), Stadttheater Freiburg
- 1992: Honey in Wer hat Angst vor Virginia Woolf von Edward Albee (Regie: Jürgen Kruse), Stadttheater Freiburg
- 1992: Willie the Spacefreak in The Unseen Hand von Sam Shepard (Regie: Jürgen Kruse), Stadttheater Freiburg
- 1994: Titelrolle in Richard II. von Shakespeare (Regie: Jürgen Kruse), Staatstheater Stuttgart
- 1994: Titelrolle in Schwanenweiß von August Strindberg (Regie: Matthias Merkle), Staatstheater Stuttgart
- 1995: Klara Hühnerwadel in Musik von Frank Wedekind (Regie: Jürgen Kruse), Schauspielhaus Bochum
- 1995: Messer von John Cassavates (Regie: Jürgen Kruse), Schauspielhaus Bochum
- 1995: Titelrolle in Medea von Euripides (Regie: Jürgen Kruse), Schauspielhaus Bochum
- 1996: Delphine in Marquis de Sade von Prosper Mérimée (Regie: Frank Castorf)
- 1997: Bertha Alberg in Die Kameraden von Strindberg (Regie: Detlev Buck), Schauspielhaus Bochum
- 1997: Nebenrolle in Libussa von Grillparzer (Regie: Peter Stein), Salzburger Festspiele
- 1997: Regine in Die Schwärmer von Robert Musil (Regie: Dieter Giesing), Schauspielhaus Zürich
- 1998: Susanne in Figaro läßt sich scheiden von Ödön von Horváth (Regie: Luc Bondy), Wiener Festwochen
- 1998: Ricarda in Der Kuß des Vergessens von Botho Strauß (Regie: Matthias Hartmann), Schauspielhaus Zürich
- 2000: Lady Macbeth in Macbeth von Shakespeare (Regie: Calixto Bieito), Salzburger Festspiele
- 2001: Die Frau in Der Vater von August Strindberg (Regie: Jenny Nörbeck), Volksbühne am Rosa-Luxemburg-Platz
- 2002: Titelrolle in Nora von Henrik Ibsen (Regie: Thomas Ostermeier), Schaubühne am Lehniner Platz
- 2003: Wunschkonzert von Franz Xaver Kroetz (Regie: Thomas Ostermeier), Schaubühne am Lehniner Platz
- 2003: Titelrolle in Lulu von Frank Wedekind (Regie: Thomas Ostermeier), Schaubühne am Lehniner Platz
- 2003: Der Würgeengel von Karst Woudstra nach Luis Bunuel (Regie: Thomas Ostermeier), Schaubühne am Lehniner Platz
- 2004: Big in Bombay Dorkypark, Constanza Macras, Berliner Festspiele
- 2005: Zornige Menschen von Lubricat (Regie: Dirk Cieslak), Sophiensaele
- 2006: No he was white Kollektivarbeit Gutestun, Ballhaus Ost
- 2006: Titelrolle in Die Ehe der Maria Braun (Regie: Uwe Moritz Eichler, Phillip Reuter), Ballhaus Ost
- 2006: Das Wiegenlied des Rechts David Lindemann, (Regie: Sebastian Mauksch), Volksbühne am Rosa-Luxemburg-Platz
- 2006: Gutes Tun 1,3 Kollektivarbeit Gutestun Ballhaus Ost
- 2007: 20 November von Lars Norén (Regie: Lars Norén), Théâtre National in Brüssel (Festival de Liège)
- 2007: bei mir Kollektivarbeit Gutestun, Ballhaus Ost
- 2008: Das Lebende und das Geschlachtete von David Lindemann, (Regie: Sebastian Mauksch), Volksbühne am Rosa-Luxemburg-Platz
- 2009: Judith von Friedrich Hebbel/Antonio Vivaldi, (Regie: Sebastian Nübling), Pernerinsel (Salzburger Festspiele)

## Kunstaktionen/Ausstellungen (Auswahl)
- 1988: Gegenwart der Erinnerung, (Regie: Robert Hunger-Bühler)
- 1989: The Riders of the Rainbows feat. Anne Tismer (zahlreiche Auftritte mit der Country-Rockband am Stadttheater Freiburg zwischen 1989 und 1992 unter der Ägide Jürgen Kruses)
- 2004: unmittelbar, Anne Tismer und Bianca Schönig in Berlin am Mauerstreifen
- 2006: Nöle Dingsbums, Kunstaktion von John Bock im Schauspielhaus Zürich
- 2006: Medusa, Kunstaktion von John Bock im Magazin der Staatsoper unter den Linden
- 2007: Courasche, Kunstaktion von Anne Tismer im Haus der Kunst München
- 2007: Miriam, Kunstaktion von Anne Tismer im Ballhaus Ost
- 2008: Bongani, Kunstaktion von Anne Tismer im Ballhaus Ost in Koproduktion mit Fleetstreet Hamburg
- 2008: Anne-ka’s ikea wunschkonzert, Kunstaktion von Anne Tismer im Ballhaus Ost
- 2008: La fiancée, Kunstaktion von Anne Tismer in Togo, Goethe-Institut Lomé
- 2008: das blaue meer, Kunstaktion und Science Fiction von Cristin König und Anne Tismer am Ballhaus Ost
- 2008: TE fällt auf die Welt, Kunstaktion von Anne Tismer in Mülheim Theater an der Ruhr
- 2008: die helle nacht des nichts der angst, Anne Tismer im Kollektiv am Ballhaus Ost
- 2009: Negrèsse von Franz Xaver Kroetz, Festival de Liège und Theatre National de la Communauté Wallonie Bruxelles
- 2009: Boulle de Douleur, Installation Anne et Jojo au Festival de Liège
- 2009: Jeunesse blessée von Falk Richter, Festival de Liège und Theatre National de la Communauté Wallonie Bruxelles
- 2009: Judith Lomeeeeeiahhhh !!!!!!!, Anne Tismer im Kollektiv mit Togoer Künstlern im Goethe-Institut Lomé und auf dem No Limits Festival in Berlin[27]
- 2009: Judith Aktion Anne Tismer (Regie: Sebastian Nübling), Salzburger Festspiele, Staatstheater Stuttgart
- 2009: Modenschau „Die abgeschmierte Knicklenkung im Gepäck verheddert sich im weissen Hemd“, John Bock Haus der Kulturen der Welt (Berlin)
- 2009: Alice Under Ground, Bühnenfassung von Christian Weise und Anne Tismer nach Lewis Carroll und Soeren Voima
- 2010: „Hitlerine“ Aktion, Text: Anne Tismer (Regie: Alexis Bug), Volksbühne Berlin[28][29]
- 2010: Ausstellung: „Körperzentralhaltestelle“ Anne Tismer im NAK[30]
- 2010: „8081“ (Georg Diez, Christopher Roth), Kampnagel Hamburg, Goethe-Institut Johannesburg, HAU Berlin[31][31]
- 2010: My Secret Garden (Regie: Falk Richter), Festival Avignon[32][33][34]
- 2010: „roberta“ (Anne Tismer), Festival no Limits[35]
- 2010: „woyzickine“ (Anne Tismer, Alexis Bug), Theaterdiscounter[36]
- 2011: „lomé en couleurs fluantes et comme marschmellow“ – Lili Awouzouba, Nadege Wilson, Anne Tismer, Joel Ajavon, Marc Agbedjidji, Jeanfrederic Batasse, David Ganda, Senion Hodin, Keno Tismer, Basile Yawanke au Institut de Goethe Lomé, Institut de Goethe Bruxelles, Institut de Goethe Paris, Flutgraben Berlin, Festival no Limits[37][38][27]
- 2012: „Non Tutta“ – Sophiensaele
- 2012: „2081“ – Kunst – Werke Berlin

## Kunstfilme (Auswahl)
mit Bianca Schönig diverse Kunstfilme, so
- 2004: Gesundbrunnen

mit John Bock
- 2004: Meechfieber
- 2006: 81/2x11 mit Schisslaveng
- 2006: Frau im Hotel
- 2007: Beyond

## Filme
- 1994: Schneewittchen (Kurzfilm) von Andreas Geiger
- 2001: Mein langsames Leben (Spielfilm) von Angela Schanelec

## Hörspiel
- 2000: Sätze mit Datum von Judith Kuckart (Produktion: SWR)

## Musik
- 1989 bis 1992: zahlreiche Konzerte als Sängerin der Country-Rockband „The Riders of the Rainbows feat. Anne Tismer“

## Auszeichnungen
- 1994: Auszeichnung der Zeitschrift Prinz, für Richard II. von Shakespeare in der Inszenierung von Jürgen Kruse
- 1996: Darstellerpreis (7.000 DM) beim NRW-Theatertreffen für Medea von Euripides in der Inszenierung von Jürgen Kruse
- 1998: Zweitbeste Schauspielerin des Jahres (Theater heute) für „Susanne“ in Figaro läßt sich scheiden von Horváth in der Inszenierung von Luc Bondy und „Regine“ in Die Schwärmer von Musil in der Inszenierung von Dieter Giesing
- 1999: Die Schwärmer bekommt den bayrischen Theaterpreis
- 1999: Der Kuß des Vergessens und Figaro läßt sich scheiden werden zum Theatertreffen eingeladen
- 1999: Zweitbeste Schauspielerin des Jahres (Theater heute) für Der Kuß des Vergessens von Botho Strauß in der Inszenierung von Matthias Hartmann
- 2003: 3sat-Preis  beim Berliner Theatertreffen (10.000 Euro) für Nora von Ibsen (zu gleichen Teilen mit Susanne Wolff)
- 2003: Schauspielerin des Jahres (Theater heute) für Nora von Ibsen in der Inszenierung von Thomas Ostermeier
- 2003: Deutscher Kritikerpreis für Nora von Ibsen in der Inszenierung von Thomas Ostermeier
- 2009: Sonderpreis der Jury bei den „Prix de la critique Théâtre – Danse“ in Belgien für „Bastian“ in „Le 20 novembre“ von Lars Noren in der Inszenierung von Lars Noren, „Elle“ in „Jeunesse blessée“ von Falk Richter in der Inszenierung von Falk Richter und „Negerin“ von Franz Xaver Kroetz in der Inszenierung von Franz Xaver Kroetz